# Séance royale du 23 juin 1789
La séance royale du 23 juin 1789 se déroule pendant les états généraux de 1789, dans une salle de l'hôtel des Menus-Plaisirs de Versailles, à la suite du serment du Jeu de paume. Elle marque un tournant dans les préludes de la Révolution française.

## Historique

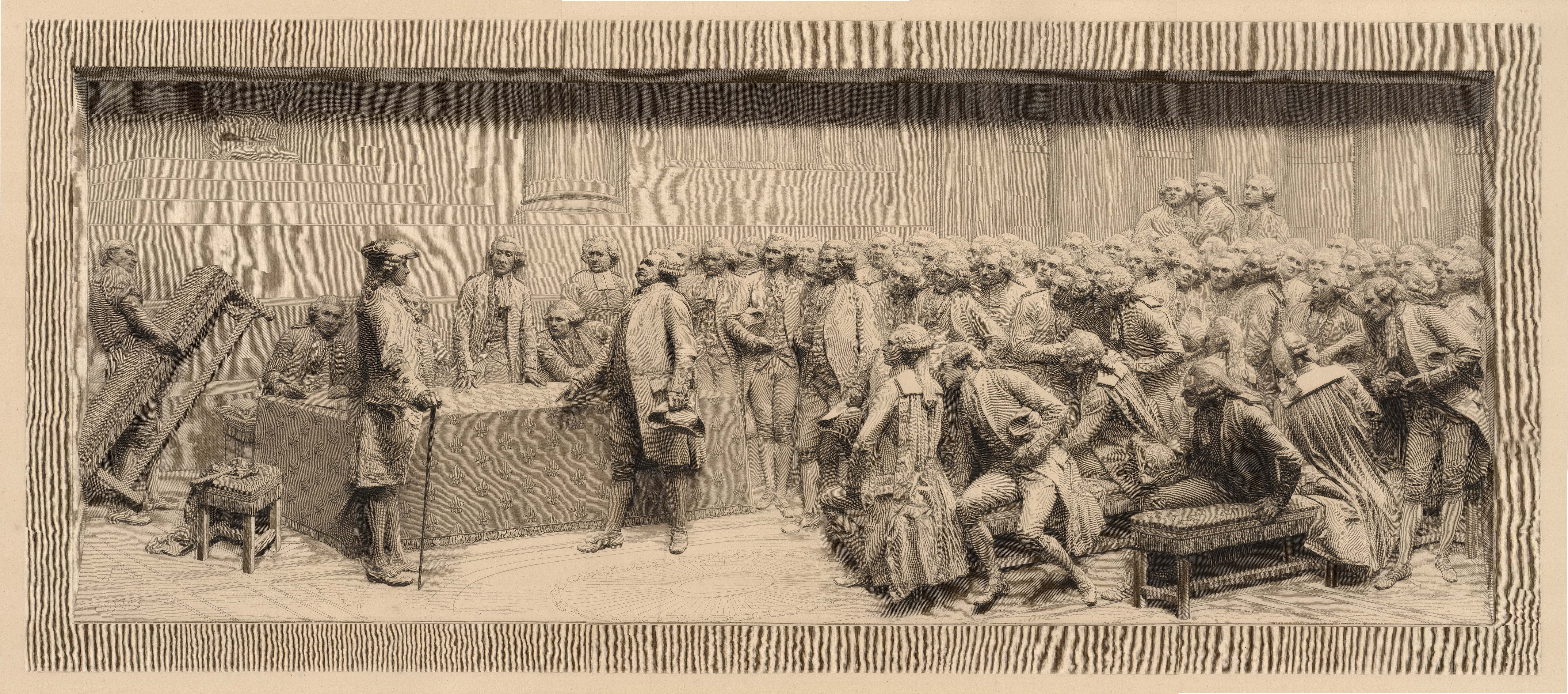
Mirabeau répondant à Dreux-Brézé, burin gravé en 1889 par Alphonse Lamotte d'après le haut-relief de Jules Dalou (Salon de 1883).

Jacques Necker, ministre des Finances, est absent, ce qui marque sa désapprobation. Comme dans toute séance royale, Louis XVI annonce qu'il va faire connaître ses volontés. 
Le roi expose un programme de réformes qui sera souvent repris par les aristocrates ou monarchistes à l'Assemblée constituante, notamment par Louis XVIII. Elle passera en partie dans la Charte de 1814 : vote par tête dans les affaires d'intérêt général, mais vote par ordre, sur certains critères réservés, en particulier les « droits antiques et constitutionnels des trois ordres, l'organisation des futurs États généraux, qui seront périodiques. Les propriétés féodales et seigneuriales, les privilèges honorifiques. » 
Le roi déclare que le clergé est prêt à faire des sacrifices, à condition que rien de ce qui touche à la religion ne soit changé sans son accord — ce qui suppose le maintien des dîmes. Louis XVI admet que les impôts et les emprunts soient votés par les États généraux, qui pourront établir le budget. Il consent à l'égalité devant l'impôt, à la liberté individuelle, à la liberté de la presse, à la création dans toute la France d'États provinciaux. Il donne son accord pour la réorganisation de la justice et des douanes et l'abolition totale du servage.
Son discours se termine par : « Si vous m'abandonnez dans une telle entreprise, seul je ferai le bonheur de mes peuples », ce qui semble impliquer la dissolution des états généraux. Le roi ajoute : « Je vous ordonne, Messieurs, de vous séparer tout de suite et de vous rendre demain matin chacun dans les chambres affectées à votre ordre pour y reprendre vos séances. »
La noblesse se retire immédiatement. Le tiers état et une partie du bas clergé restent immobiles. Surpris, quelques membres de la noblesse s'attardent sur l'estrade. Le Tiers reste environ une heure silencieux, alors que les ouvriers commencent à déplacer sièges et tentures. Le grand maître des cérémonies, Henri-Évrard de Dreux-Brézé, s'adresse alors à Bailly, doyen de l'Assemblée et du Tiers, pour lui rappeler l'ordre du roi. Bailly rétorque : « La Nation assemblée ne peut recevoir d'ordre ». C'est alors que, selon la légende, Mirabeau se serait avancé pour dire : « Allez dire à ceux qui vous envoient que nous sommes ici par la volonté du peuple, et qu'on ne nous en arrachera que par la puissance des baïonnettes. »
Dreux-Brézé l'annonce à Louis XVI qui aurait répondu « Eh bien foutre ! Qu'ils restent ! » L'Assemblée constituante prend aussitôt trois décrets fondamentaux : confirmation de sa constitution en Assemblée nationale, proclamation de l'inviolabilité de ses membres, décision d'interrompre le paiement des impôts si l'Assemblée constituante venait à être dissoute.

## Sources
- Jean Sylvain Bailly, Mémoires d'un témoin de la Révolution, ou journal des faits qui se sont passés sous ses yeux, et qui ont préparé et fixé la constitution française, éd. Levrault-Schoell et Cie, Paris, an XII-1804, p.271 et suivantes ;
- Jacques-Antoine Creuzé-Latouche, Journal des États généraux et du début de l'Assemblée nationale, Didier, Paris, 1946, p. 152, à la date du 24 juin 1789.